# Toxotinus reinii
Toxotinus reinii är en skalbaggsart som först beskrevs av Lucas Friedrich Julius Dominikus von Heyden 1879.  Toxotinus reinii ingår i släktet Toxotinus och familjen långhorningar. Inga underarter finns listade i Catalogue of Life.